# Cantó del Jura
|  | Aquest article tracta sobre el cantó suís. Vegeu-ne altres significats a «Cantons del Jura». |

El Jura (en francès i alemany Jura, en romanx i italià Giura) és un cantó de Suïssa. El seu nom deriva de la serralada del Jura, on està situat. Després del referèndum del 1975 i altres de posteriors, la part septentrional de la serralada, pertanyent al cantó de Berna (Porrentruy, Franches Montagnes, la major part de Delémont i part de Moutier), es constituí en cantó autònom, amb una extensió de 838 km² i 69.200 habitants i amb capital a Delémont, mentre que la resta continuà dins el cantó de Berna. El territori del cantó del Jura es divideix en tres districtes:
- Districte de Delémont, amb 303 km² i 34.500 habitants, i capital a Delémont
- Districte de Franches-Montagnes, amb 218 km² i 9.800 habitants, amb capital a Saignelégier
- Districte de Porrentruy, amb 317 km² i 24.000 habitants, i capital a Porrentruy.

## Geografia
El territori és format pel serralada del Jura, que dona nom al territori (antigament s'anomenava Rauràcia), i hi dominaven les alçàries de Chasseron (1.596 m), de Chasseral (1.610 m) i del Suchet (1.596 m). Al costat de les serralades subjacents al Jura hi ha el Wiessenstein (1.398 m).
Els principals rius del territori són l'Aar, Birse, Allaine, Sorne, Suze i Doubs. Pel que fa als llacs, els més important és el de Bienne.

## Història
El 24 de setembre del 1978 se celebrà un nou plebiscit al Jura. Es constitueix en cantó independent de la Confederació Helvètica, amb himne, bandera i constitució pròpies. El gener del 1979 fou reconegut oficialment com a cantó de la Confederació, cosa que provocà una nova redacció dels articles 1 i 80 de la nova constitució federal.
El desembre del 1982, a les eleccions municipals, els irredemptistes venceren a Moutier, i el 1986 van obtenir-hi majoria absoluta. El 1983 la Cort Suprema Suïssa anul·là el referèndum a Laufen perquè el Comitè pro Berna va gastar un milió de francs suïssos en la compra de vots. El 1989 es va repetir el referèndum a Laufen, de manera que des de l'1 de gener del 1994 passa a formar part del cantó de Basilea-Camp.
El novembre del 1984 es projecta la partició de béns entre els cantons del Jura i de Berna. El Jura rep 315,5 milions de francs suïssos. El 1985 François Martinat, ministre jurassià, aconsegueix la construcció de l'Autopista Transjurassiana, que empalmarà amb la de França i s'inaugurarà el 2000.
Només el 4,8% dels bernesos eren francòfons el 1987. Per això, l'article 138 de la Constitució Jurassiana permet la futura incorporació de territoris, però serà prohibit per la Confederació. Endemés, al llarg dels anys 80 el Groupe Bélier continuà reivindicant la reunificació del Jura, fent actes simbòlics com l'ocupació d'una sala del Palau de Schönbrunn (Viena) per protestar contra el congrés del 1815; el 1986, posaren bombes de fum al Banc de Zúric i cremaren banderes suïsses, moltes de les quals foren retirades de centres oficials.
Els autonomistes es presentaren a les diverses eleccions municipals al Jura Meridional per tal d'obtenir força. El 2000 es va crear una Assemblea Interjurassiana (AIJ) amb 24 representants federals, bernesos i jurassians, en què es proposà crear un parlament autònom per al Jura Meridional, de 30 membres.

## Municipis
Al cantó hi ha 55 municipis (communes), que -classificats per districtes- són els següents:
| Porrentruy - Alle - Basse-Allaine - Beurnevésin - Boncourt - Bonfol - Bure - Clos du Doubs - Coeuve - Cornol - Courchavon - Courgenay - Courtedoux - Damphreux - Fahy - Fontenais - Grandfontaine - Haute-Ajoie - La Baroche - Lugnez - Porrentruy - Vendlincourt | Delémont - Boécourt - Bourrignon - Châtillon - Courchapoix - Courrendlin - Courroux - Courtételle - Delémont - Develier - Ederswiler - Haute-Sorne - Mervelier - Mettembert - Movelier - Pleigne - Rebeuvelier - Rossemaison - Saulcy - Soyhières - Val Terbi - Vellerat | Franches-Montagnes - La Chaux-des-Breuleux - Lajoux - Le Bémont - Le Noirmont - Les Bois - Les Breuleux - Les Enfers - Les Genevez - Montfaucon - Muriaux - Saignelégier - Saint-Brais - Soubey |

## Política
La République et Canton du Jura és el 23è cantó independent de la Confederació Helvètica; com qualsevol altre, és independent en tot llevat en els aspectes relatius a les forces armades, les fronteres exteriors i les relacions internacionals. L'himne nacional és la Rauracienne, compost el 1826.

## Economia
Es basa fonamentalment en l'agricultura, les pastures i la ramaderia, així com en la indústria formatgera i rellotgera. Darrerament s'hi han instal·lat fàbriques d'aparells de precisió. 

## Llibres
- Ganguillet, Gilbert: Le conflit jurassien. Un cas de mobilisation ethno-régionale en Suisse, Zuric, 1986.
- Harder, Hans-Joachim: Der Kanton Jura. Ursachen und Schritte zur Lösung eines Schweizer Minderheitenproblems, Frankfurt am Main, 1978.
- Hauser, Claude: Aux origines intellectuelles de la Question jurassienne. Culture et politique entre la France et la Suisse romande (1910-1950), Friburg, 1997.
- Henecka, Hans Peter: Die jurassischen Separatisten. Eine Studie zur Soziologie des ethnischen Konflikts und der sozialen Bewegung, Meisenheim am Glan, 1972.
- Jenkins, John R.G.: Jura Separatism in Switzerland, Oxford, 1986.
- Ruch, Christian: Struktur und Strukturwandel des jurassischen Separatismus zwischen 1974 und 1994, Berna, 2001.
- Schwander, Marcel: Jura. Konfliktstoff für Jahrzehnte, Zuric/Colònia, 1977.
- Steppacher, Burkard: Die Jurafrage in der Schweiz, Múnic, 1985.
- Dalmau i Olivé, Josep: La batalla per l'autodeterminació dins la Unió Europea, Mediterrània, Barcelona, 1995.
- Petschen, Santiago: "El Jura", dins Historia 16, núm. 127, Madrid, novembre de 1986.
- Petschen, Santiago: "El nacionalisme del Jura, entre la realització i la frustració", dins Revista de Catalunya, núm. 14, Barcelona, desembre de 1987.
- Wittlin, Curt: "Breu història de l'alliberament de la República Jurassiana", dins Revista de Catalunya, núm. 94, Barcelona, març de 1995.
- Moritz, Jean: "Rapport sur la question Jurassienne", dins Nationalia IV, III Jornades del CIEMEN, 16-23 d'agost del 1978, dins la secció "Les autonomies en diferents estats".